# Edward Baran
Edward Baran (ur. 13 lutego 1934 w Lesku, zm. 13 maja 2021 w Fredelin) – polski malarz i twórca własnej techniki plastycznej papierów rozdartych (fr. papiers déchirés), wykładowca akademicki, od 1966 zamieszkały we Francji.

## Życiorys
Prawnuk Franciszka Barana, przybyłego przybył do Liska z Czerniowiec. Syn Józefy i Stanisława. Jego braćmi byli Józef oraz Bolesław Baraniecki (1925-2016), pracownik TVP, autor publikacji o Lesku, w tym książki pt. Opowieści leskie. Z pamięci i z fotografii z 2008. Z żoną Marią miał syna Piotra.
Studiował na Akademii Sztuk Pięknych w Warszawie w latach 1956–1963 w Pracowni Malarstwa Artura Nachta-Samborskiego i w Pracowni Tkaniny Mieczysława Szymańskiego. Mieszkał w Warszawie przy ul. J. Słowackiego 5/13 m. 109. W 1966 wyemigrował wraz z żoną do Paryża, kilka lat później do Mougins na Lazurowym Wybrzeżu. W latach 1979–2001 wykładał malarstwo i tkaninę w Szkole Sztuk Pięknych w Angers.

## Charakterystyka twórczości
Podczas studiów malował w duchu École de Paris, przygotował dyplom poświęcony martwym naturom Paula Cézanne’a. Następnie porzucił na kilka lat sztuki plastyczne na rzecz eksperymentów scenicznych i filmowych. Po przyjeździe do Francji - inspirowany ówczesną sztuką zachodnią, a szczególnie pracami grupy Supports/Surfaces – powrócił do malarstwa.
Od lat 70. rozwijał autorską technikę papierów rozdartych. Najpierw zbroi nićmi kilka gazetowych warstw i łączy wszystko połaciami kleju. Następnie malował nikomu poza sobą nieznane abstrakcje. Tak powstałe, jeszcze mokre obrazy „obiera” w energicznych, automatycznych ruchach ze wszystkich fragmentów papieru, które nie zostały związane i utwardzone spoiwem. Mimo ubogich materiałów i agresywnego gestu uzyskuje rytmiczne, ażurowe, często bardzo dekoracyjne kompozycje, programowane w decydującej mierze na etapie nakładania kleju.
Obok tych najbardziej dla siebie charakterystycznych prac, stworzył m.in. serię stu dwudziestu obrazów „Opus James Joyce” (1989-1990) poświęconych książce Finneganów tren Joyce’a oraz kilka serii estampaży. W ostatnich latach coraz częściej zwracał się ku tradycyjnie rozumianemu malarstwu abstrakcyjnemu, rezygnując z naruszania integralności płótna.
Wykonywał także prace umieszczone w rodzinnym Lesku.

## Najważniejsze wystawy
- Ateliers aujourd'hui: oeuvres contemporaines des collections nationales, Accrochage II (wystawa zbiorowa), Centre Georges Pompidou, Paryż, 1979
- Fil, papier, espace (wystawa zbiorowa), Aix-en-Provence, Angers, 1981-1982
- Edward Baran, 1975-1985, Galerie nationale de la tapisserie, Beauvais, 1985
- Edward Baran, Le chemin à l’envers, Musée des Beaux-Arts, Angers, 2013